# Ghana en los Juegos Olímpicos de Río de Janeiro 2016
Ghana estuvo representada en los Juegos Olímpicos de Río de Janeiro 2016 por un total de 7 deportistas que compitieron en 5 deportes.  
El portador de la bandera en la ceremonia de apertura fue el atleta Flings Owusu-Agyapong. El equipo olímpico ghanés no obtuvo ninguna medalla en estos Juegos.

## Deportistas
La siguiente tabla muestra el número de deportistas por deporte:
| Deporte      | Hombres | Mujeres | Total |
| ------------ | ------- | ------- | ----- |
| Atletismo    | 4       | 5       | 9     |
| Boxeo        | 1       | 0       | 1     |
| Halterofilia | 1       | 0       | 1     |
| Judo         | 0       | 1       | 1     |
| Natación     | 1       | 1       | 2     |
| Total        | 7       | 7       | 14    |